# Vojtěch Zeilman
Vojtěch Zeilman (1. května 1896 Mnichovo Hradiště – ?) byl český sochař, návrhář, plastik pro rakovnické závody RAKO. Byl žákem Akademie výtvarných umění v Praze u prof. J. V. Myslbeka a Jana Štursy.

## Dílo
- 1923 Práce Horníků: dvě plastiky Rubání uhlí a Důlní měřič pro portál Hornického domu v Saskově ulici v Kladně
- 1924 bronzová socha stojícího vojína se svěšenou hlavou a puškou opřenou o zem na Památníku obětem I. světové války v Unhošti (v sadu legionářů / v parku Obránců míru), sokl vytvořil kladenský sochař Jaroslav Volf

figurální porcelán
- dívka a žně (glazovaná keramika)
- kytarista (glazovaná keramika, RAKO)
- po koupeli (glazovaná keramika)
- sedící žena (glazovaná keramika, RAKO)
- Masaryk (keramický obrázek, RAKO)

## Galerie

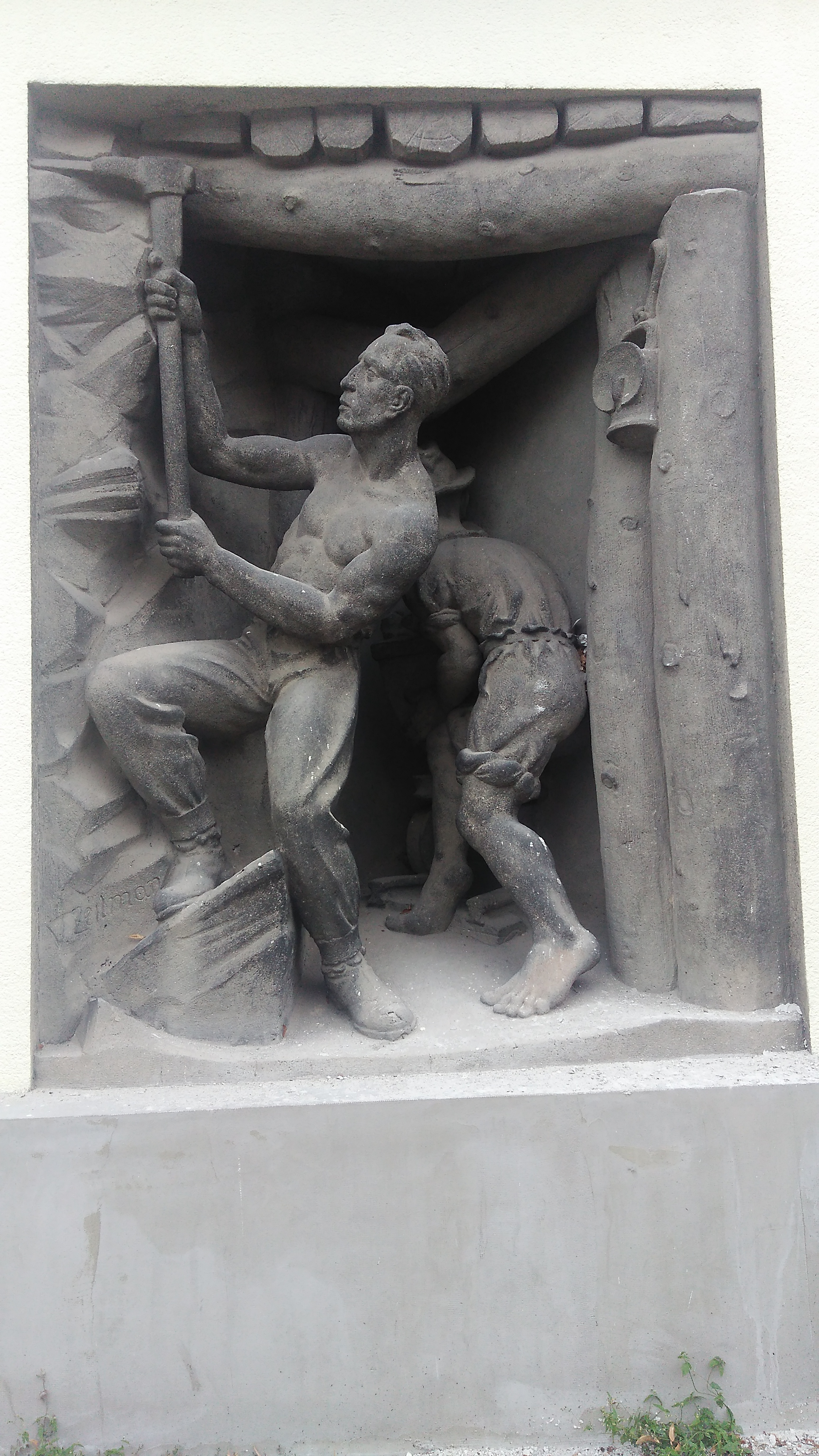
Plastika Rubání uhlí, Hornický dům v Saskově ulici v Kladně
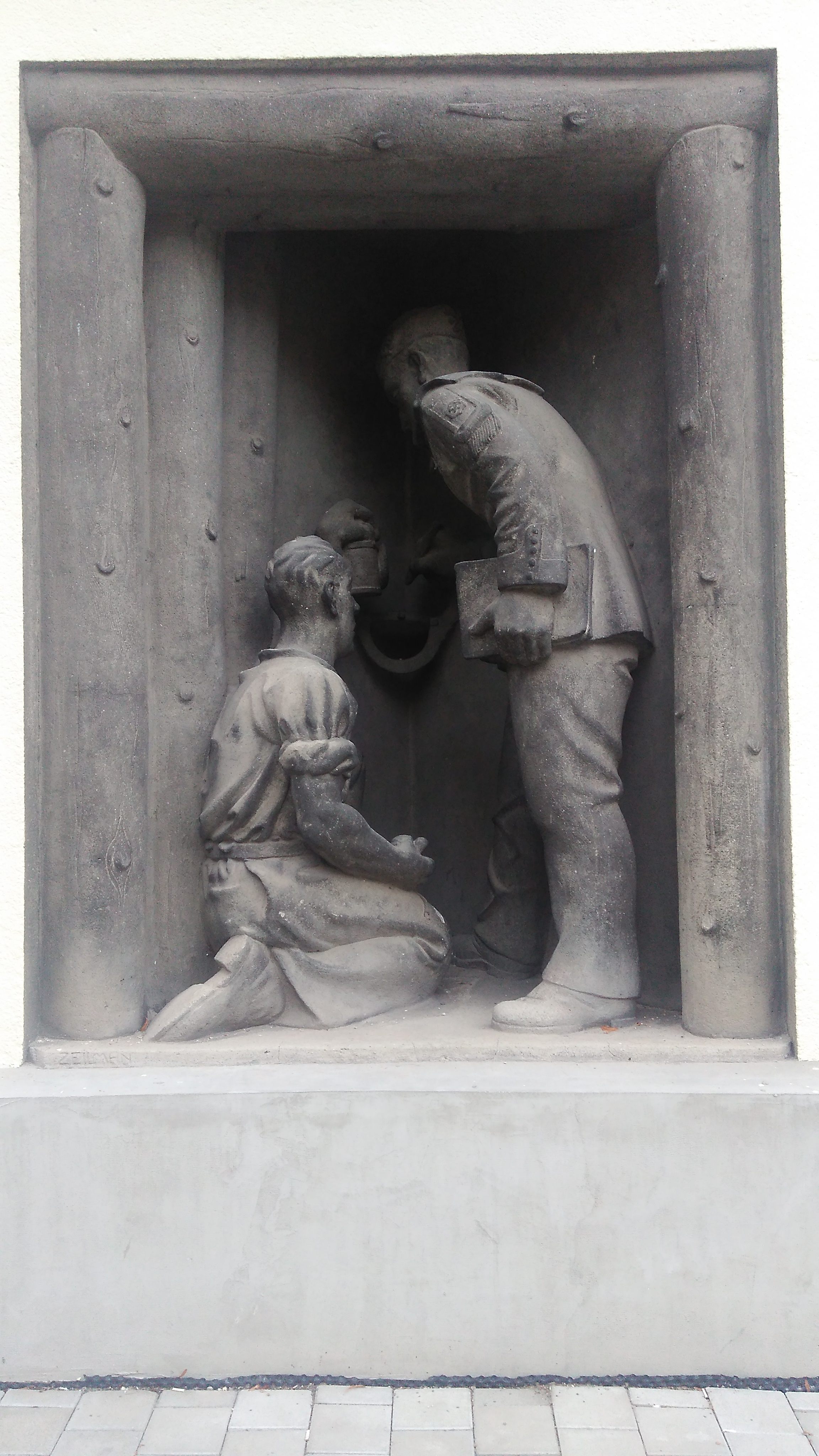
Plastika Důlní měřič, Hornický dům v Saskově ulici v Kladně
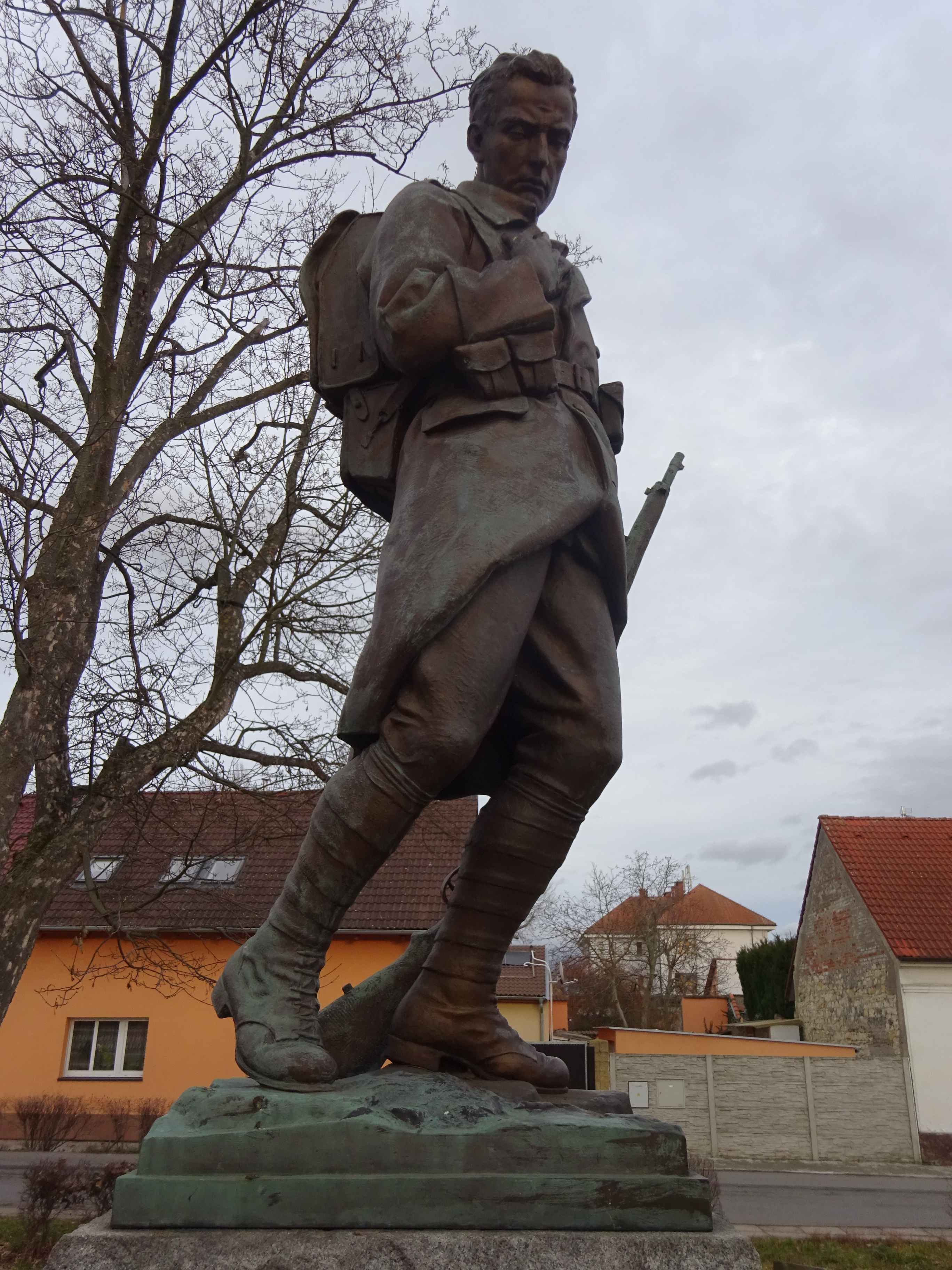
Bronzová socha vojína na památníku obětem I. světové války v Unhošti
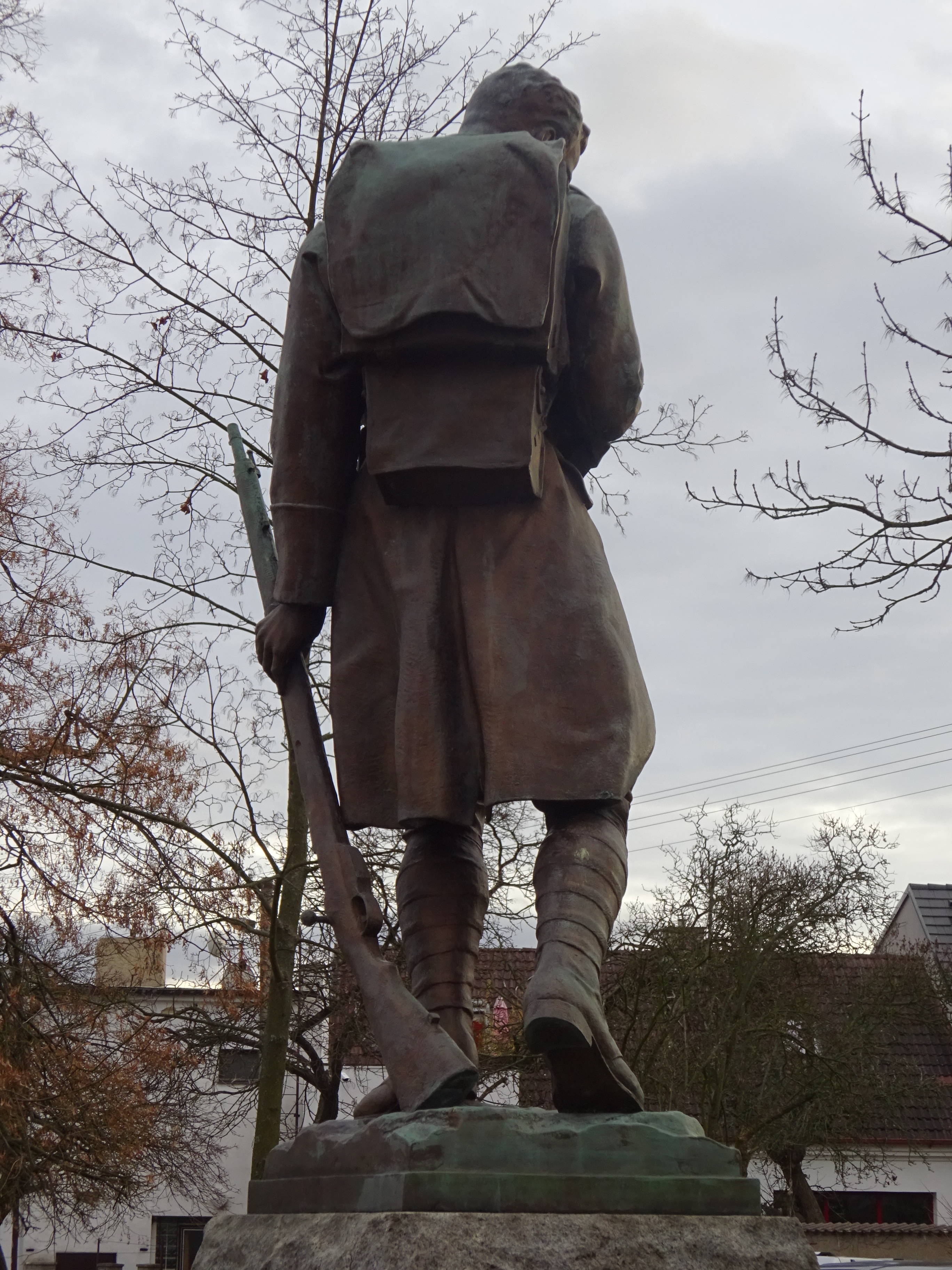
Bronzová socha vojína na památníku obětem I. světové války v Unhošti